# گلادستون (میشیگان)
گلادستون، میشیگان (به انگلیسی: Gladstone, Michigan) یک شهر در ایالات متحده آمریکا با جمعیت ۴٬۹۷۳ نفر است که در میشیگان واقع شده‌است.

## موقعیت جغرافیایی
موقعیت جغرافیایی شهرها و مناطق اطراف به شرح زیر است: